# Tommy Dreamer
Thomas Laughlin (13 de febrero de 1971) es un luchador profesional estadounidense, conocido como Tommy Dreamer. Dreamer es conocido por su trabajo en la Extreme Championship Wrestling (ECW), la Total Nonstop Action Wrestling (TNA), la World Wrestling Federation/Entertainment (WWF/E) y en All Elite Wrestling (AEW).
Thomas es 7 veces Campeón Mundial al obtener 2 veces el Campeonato de la ECW.  FWE Heavyweight Championship (1 vez) 
CWA Heavyweight Championship (1 vez) ICW Heavyweight Championship (1 vez) NWA Heavyweight championship(1 vez), 
Avenger Pro Wrestling Heavyweight (1 vez)  Además, ha sido tres veces Campeón Mundial en Parejas de la ECW. Veinte veces Campeón Hardcore de la WWF/E además de ser intercontinental 2 veces. introducido al Hardcore Hall of Fame clase 2010. Actualmente se dedica al Circuito TNA impact wrestling y aew wrestling

## Carrera

### Eastern Championship Wrestling/Extreme Championship Wrestling (1993-2001)
Tommy Dreamer debutó en la Eastern Championship Wrestling en 1993, en el evento Bloodfest, siendo derrotado por The Tazmaniac, empezando un feudo con él que le llevó a luchar en November to Remember, lucha que perdió Dreamer de nuevo. Sin embargo, en ese mismo evento, hizo equipo con Johnny Gunn, derrotando a The Suicide Blonders (Johnny Hot Body & Tony Stetson), ganando el Campeonato Mundial en Parejas de la ECW, su primer campeonato en la empresa. Sin embargo, el 4 de diciembre perdieron el título ante The Tazmaniac & Kevin Sullivan. En ese mismo programa, perdió por descalificación ante Shane Douglas, empezando un feudo que les llevó a luchar en Holiday Hell, ganando Dreamer. 
Luego empezó un feudo con Jimmy Snuka después de que le derrotara en The Night The Line Was Crossed. A pesar de que un mes después le derrotó en un combate, al día siguiente Snuka le volvió a derrotar. Además, el 6 de marzo de 1994 fue derrotado junto a Tommy Cairo por Snuka & The Sandman. Finalmente, Dreamer y Snuka se enfrentaron en Ultimate Jeopardy en un Steel Cage match, ganando Snuka y terminando el feudo.
Dreamer tuvo una lucha "Singapore Cane" contra el Sandman donde el perdedor tenía que recibir 10 cañazos. Tommy perdió la lucha y tuvo que recibir su castigo. Después, Dreamer y Raven se convirtieron en los "Campeones Mundiales en Pareja de la ECW". En el 2000, Tommy Dreamer se coronó Campeón Mundial Peso Pesado de la ECW derrotando a Tazz en el evento Cyber Slam y perdió el título contra Justin Credible de manera polémica.

### World Wrestling Federation/Entertainment (2001-2009)
El 9 de julio del 2001, Tommy ingresó a la WWF en la marca Raw como un miembro de La Alianza entre la WCW y la ECW durante la invasión. Él se convirtió en el "Innovador de la Violencia" ganando el WWE Hardcore Championship 14 veces. Él perdió el WWE Hardcore Championship contra Rob Van Dam y el título fue unificado con el Campeonato -Intercontinental.
Después de perder el campeonato, Dreamer venció a Raven en una lucha en la que el perdedor dejaba WWE Raw. Entre el 2003 -y 2004, Dreamer fue utilizado cada vez menos en televisión, así que escribió libros y fue comentarista para la OVW y DSW.
Cuando su contrato terminó, la WWE lo usó como un "jobber".

#### 2005-2006

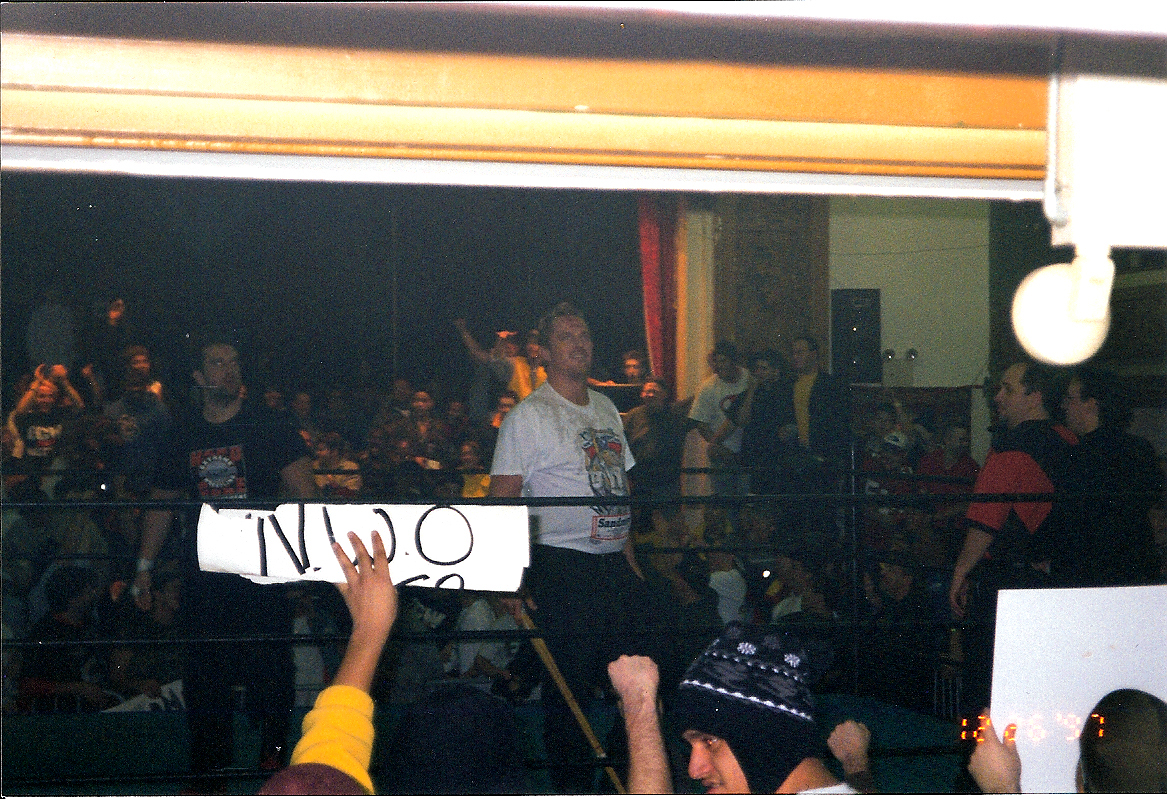
Dreamer y The Sandman posando en la vieja ECW.

En el 2005, la WWE trajo a la ECW de regreso por una sola noche llamada ECW One Night Stand donde se reunió a los miembros de la vieja ECW como Sandman, Sabu, Mick Foley, Terry Funk, Tony Mamaluke y Nunzio.

#### 2007
Comenzó el 2007 participando en el Royal Rumble entrando en la posición 7 y siendo eliminado por Kane.
En la edición de la ECW del 30 de enero, Mr. McMahon anunció una serie de nuevos luchadores que serían la nueva generación de la ECW, ocasionando el desagrado de algunos luchadores veteranos como Dreamer, Rob Van Dam y Balls Mahoney durante las semanas siguientes el nuevo extremista Elijah Burke anunció un nuevo grupo llamado "New Breed" (La Nueva Raza) siendo los integrantes nuevas promesas para la ECW (Como Marcus Cor Von, Kevin Thorn y Matt Striker), llevándolos a un feudo con los autoproclamados ECW Originals (Dreamer, Van Dam, Sabu y Sandman) cuando se empezaron a burlar de ellos por su veteranía en las luchas.
El Feudo con la "New Breed" (Nueva Raza), los llevó hasta el Wrestlemania 23 cuando los ECW Originals los derrotaron siendo esta su más grande victoria en toda la formación del equipo. Sin embargo, perderían en la revancha Extreme Rules Match en ECW. El feudo con New Breed continuó ya que durante ese tiempo, New Breed y los ECW Originals trataron de reclutar a CM Punk. New Breed lo lograría, sin embargo Dreamer y sus compañeros derrotarían a New Breed en un Eight-Man Elimination Tag Team Match luego que Punk traicionase a New Breed. Después que Vince McMahon ganó el Campeonato Mundial de la ECW en Backlash, Dreamer y los ECW Originals hicieron declaraciones en WWE.com de que McMahon estaba matando ECW. Los 4 ECW Originals compitieron en un Fatal 4 Way Match para decidir quién retaría a McMahon la semana que viene en ECW en un combate por el título, lucha con Van Dam ganó. El 16 de mayo, Sabu terminó su contrato con la WWE y un poco después Rob Van Dam se fue trasladado en un feudo con Randy Orton (en el cual sería lesionado y se iría de WWE). CM Punk se unió a Dreamer y Sandman en sustitución de Sabu y continuaron el feudo con New Breed. En One Night Stand, Dreamer, Punk y Sandman derrotaron a New Breed (Burke, Striker y Cor Von) en un Six-Man Tag Team Match Table Match. En la edición del 4 de junio de ECW, Dreamer, Sandman y Balls Mahoney se enfrentaron a Bobby Lashley en una lucha violenta en desventaja: 3 contra 1, en la que fueron vencidos. Dreamer entonces se convertiría en uno de los únicos ECW Originals en ECW, luego que Sandman fuera transferido a RAW. Dreamer participó en la ECW Elimination Chase para nombrar un contendiente número uno al Campeonato de la ECW. Durante la serie de combates, involucró también a Stevie Richards, Elijah Burke, y Kevin Thorn. Dreamer salió victorioso en el último combate contra Burke, sólo para ser sorprendido por el General Mánager de ECW Armando Estrada que le obligó a enfrentarse Big Daddy V, quien de inmediato le ganó por el contendiente número uno.

#### 2008

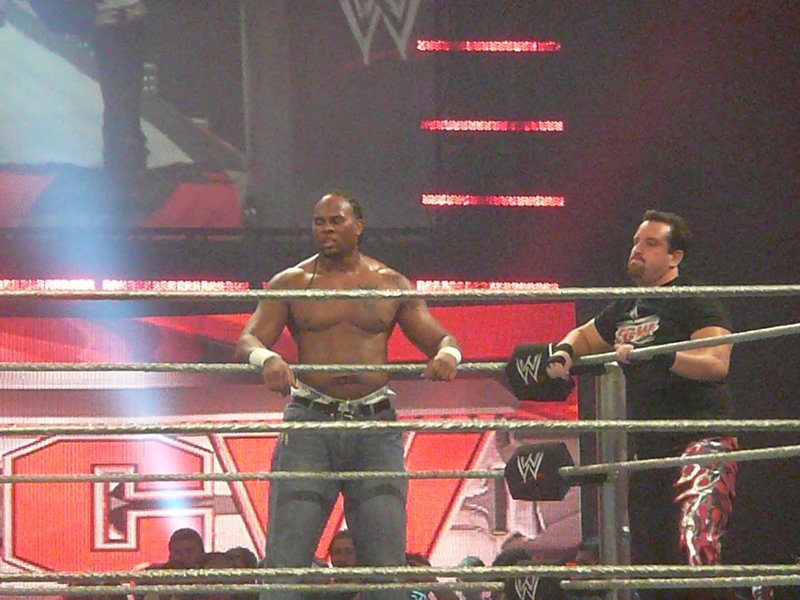
Dreamer junto a Shad en ECW.

Empezó el año participando en el Royal Rumble entrando en el número 7 y siendo eliminado por Batista; luego entraría en un feudo con los entonces Campeones por parejas de la WWE, John Morrison y The Miz, cuando fue a rescatar a Colin Delaney del ataque del dúo, después de derrotar a los campeones en su primera lucha no titular, no pudieron derrotarlos en luchas por el campeonato, incluyendo una lucha "extrema" en la edición de la ECW del 18 de marzo, a la semana siguiente fue derrotado por el campeón de la ECW de ese entonces, Chavo Guerrero, en una lucha tipo Lumberjack.
Participó en la Batalla Real de 24 Hombres en WrestleMania XXIV para poder determinar al retador del campeonato de la ECW, la lucha la ganó Kane siendo Dreamer uno de los últimos participantes, en el mes de abril obtuvo un par de victorias sobre Colin Delaney y otra en parejas; hasta que no fue tomado muy en cuenta en los meses siguientes, siendo utilizado de Jobber de varios luchadores, hasta que fue puesto en el evento One Night Stand como uno de los cinco luchadores participantes para ser el principal retador al campeonato de la ECW. En Raw fue fácilmente derrotado por JBL.
Después entraría en un pequeño Feudo con su discípulo Colin Delaney luego de que este le traicionara en el evento The Great American Bash cuando le provocó la derrota sobre Mark Henry, durante ese feudo obtuvo, por primera vez, una serie de victorias consecutivas, en este caso sobre Delaney, siendo su última de ella en una lucha bajo reglas extremas ocasionando el despido de Colin de la Empresa. Después de estar luchando esporádicamente en la ECW, fue puesto como el Jobber del nuevo "extremista" Jack Swagger.

#### 2009
El 13 de enero dijo que si no conseguía el ECW Championship para junio (fecha en que acababa su contrato) se retiraría de la lucha libre profesional. Dos semanas después perdería unas luchas frente a Mark Henry y Paul Burchill luego contra The Miz y John Morrison. En ECW Tommy Dreamer derrotó a Paul Burchill vía DDT tras una distracción de The Boogeyman. Hizo pareja con Evan Bourne contra Tyson Kidd y Jack Swagger, saliendo Dreamer y Bourne victoriosos. En ECW, se programó por orden de Tiffany una Fatal 4 Way Elimination entre Dreamer, Mark Henry, Finlay y Christian para determinar el contrincante número 1 al ECW Champion en Backlash, siendo Mark Henry el primer eliminado. En la siguiente edición de ECW se realizó un Triple Threat Match entre los tres luchadores restantes del anterior combate. En este combate Tommy Dreamer recibió el conteo de 3 por parte de Finlay, quedando eliminado del torneo. En ECW luchó por el ECW Championship de Christian, el combate terminó sin decisión tras la inteferencia de Jack Swagger.
El 21 de mayo tuvo otra oportunidad por el ECW Championship en WWE Superstars y volvió a interferir Jack Swagger. Su contrato debía terminar el 6 de junio, y el PPV WWE Extreme Rules era el 7. Pero en la edición de ECW del 26 de mayo firmó un contrato de un día para poder pelear en Extreme Rules en un Triple Threat entre Christian, Jack Swagger y Dreamer por el Campeonato de la ECW. En Extreme Rules, derrotó al excampeón Christian y a Jack Swagger, ganando el Campeonato de la ECW.
En The Bash, retuvo el Campeonato de la ECW al derrotar a Finlay, Christian, Mark Henry y Jack Swagger en un Scramble match. Finalmente, en el evento Night of Champions, Dreamer fue derrotado por Christian y perdió el título. En ECW fue derrotado por Christian, en la revancha por el Campeonato de la ECW. El 28 de diciembre anunció que se iba de la WWE, siendo su última lucha una derrota ante Zack Ryder en ECW on ScyFy, la cual fue emitida el 29 de diciembre, siendo el último ECW original en la WWE.

### Total Nonstop Action Wrestling (2010-2011)
Dreamer hizo su debut en la Total Nonstop Action Wrestling (TNA) en Slammiversary VIII, apareciendo entre el público durante la pelea entre Brother Ray y Jesse Neal, provocando una distracción por parte de Brother Ray, haciendo que Jesse Neal ganara el combate. Tras esto, volvió a aparecer el 24 de junio durante un combate entre Shannon Moore & Jesse Neal contra Beer Money, Inc., esta vez junto a Raven y Dr. Stevie. Después de varias apariciones junto a los demás luchadores de la ECW, el 15 de julio en iMPACT!, Dreamer y los demás interfirieron durante una promo de Abyss, ayudando a Rob Van Dam. Tras esto, varios luchadores de la ECW y de la TNA entraron al ring y empezaron a pelear. La siguiente semana, la presidenta de la TNA Dixie Carter aceptó a darle un PPV a los antiguos luchadores de la ECW, Hardcore Justice: The Last Stand, dándole a Dreamer el control del evento. Dreamer hizo su debut en el ring en TNA el 29 de julio, perdiendo ante Abyss en una No Disqualification match. Después de la lucha, Abyss intentó atacarle, pero Raven salió.

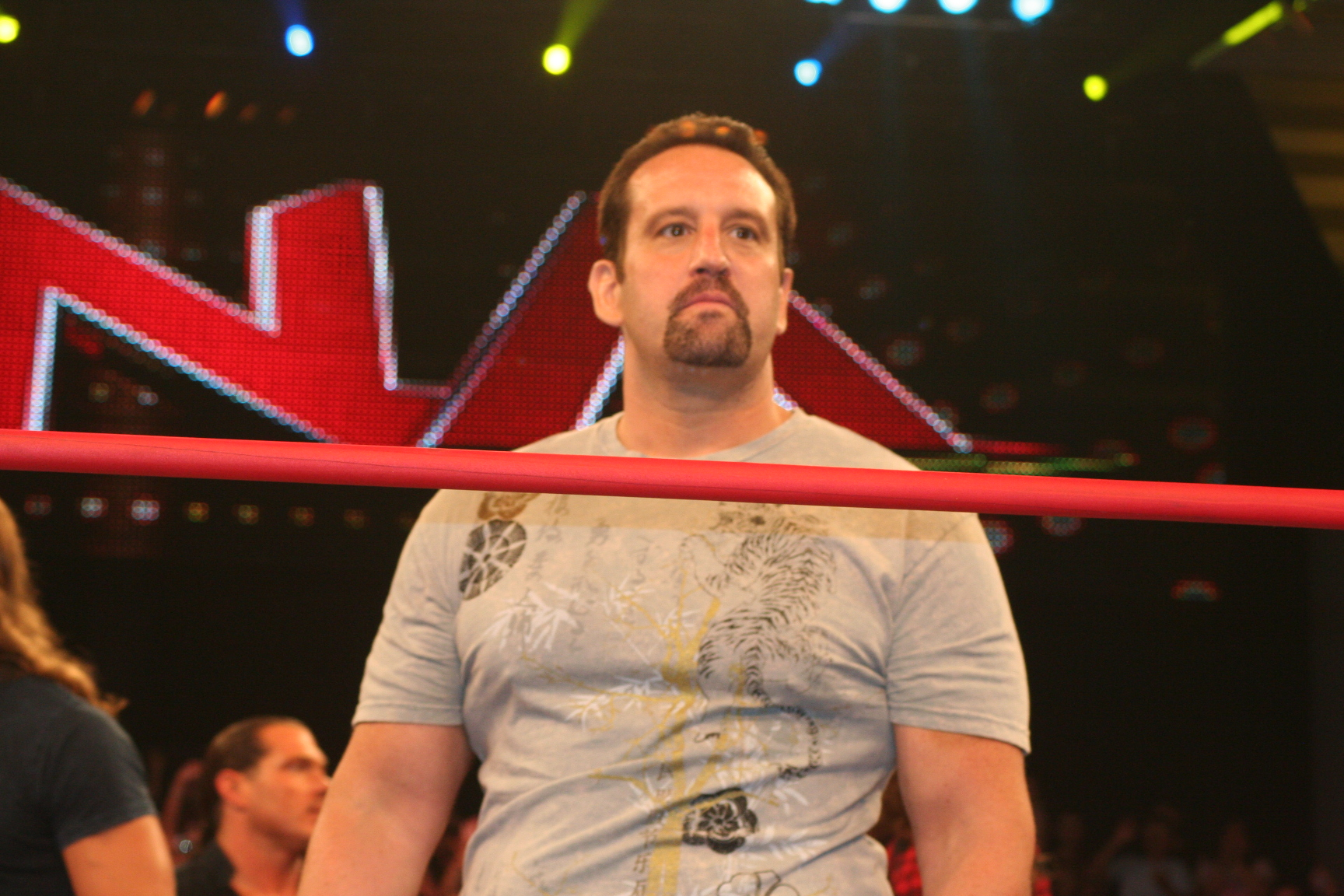
Dreamer en la TNA.

Sin embargo, Raven atacó a Dreamer en vez de a Abyss, iniciando un feudo con él. Ambos se enfrentaron en Hardcore Justice con Mick Foley como árbitro de la lucha. Sin embargo, Dreamer perdió después de que Raven le aplicara un Evenflow DDT sobre una silla. Al día siguiente, durante una celebración de la ECW, fueron atacados por los miembros de Fortune, emepzando un feudo ambos stables, centrándose Dreamer en AJ Styles. Sin embargo, fue derrotado por él en Impact y en No Surrender en un "I Quit" match. A pesar de que le ofreció sus respetos en la siguiente edición de Impact, fue atacado por Fortune, por lo que el feudo se alargó hasta Bound for Glory, donde ambos stables se enfrentaron en un Lethal Lockdown match, donde EV 2.0 (Tommy Dreamer, Sabu, Stevie Richards, Raven & Rhino) derrotó a Fortune (A.J. Styles, Kazarian, Robert Roode, James Storm & Matt Morgan). Después de Bound for Glory, Eric Bischoff le dijo a Rob Van Dam que había un traidor dentro de EV 2.0, empezando Van Dam a sospechar de todos. Finalmente, sospechó de Dreamer, por lo que ambos se enfrentaron en Turning Point, ganando Van Dam. Sin embargo, al final de la lucha, ambos se abrazaron, dejando Van Dam de sospechar de Dreamer. 
Luego entre el mes de marzo comenzó un feudo con Bully Ray enfrentándose ambos en Victory Road ganando Dreamer después de un 3D con ayuda de Brother Devon. Meses después, en la edición del 5 de mayo de Impact!, Dreamer atacó a AJ Styles durante una lucha contra Bully Ray, uniéndose a Inmortal y volviéndose Heel. Luego, se reveló que se había unido a Immortal debido a un chantaje de Ray. En Sacrifice, se enfrentó a Styles en un No DQ match, combate que ganó gracias a la intervención de Bully Ray. La semana siguiente, cambió completamente a heel cuando dijo que atacaba a Styles porque le gustaba. Terminó su feudo con Styles al ser derrotado junto a Ray por Styles & Daniels en un Street Fight match. Al final del combate, Styles le aplicó una Piledriver junto a Daniels. El 6 de junio anunció por Twitter que no iba a renovar su contrato con la empresa y que su última lucha sería el 11 de junio, donde Styles & Devon le derrotaron a él y a Ray.

### Circuito independiente (2010-2015)
Tommy Dreamer apareció en el primer evento de EVOLVE Wrestling el 17 de enero de 2010, involucrándose en una lucha, diciendo al árbitro que Jimmy Jacobs había ganado la lucha con trampas.
El 23 de enero hizo su debut en Dragon Gate USA, salvando a Jimmy Jacobs y a Lacey de un ataque de Jon Moxley. Hizo su debut en un PPV el 27 de marzo en Dragon Gate USA en Mercury Rising, siendo derrotado por Moxley en un Hardcore match.
Hizo otra aparición en la Universal Championship Wrestling, donde derrotó a Shane Douglas, convirtiéndose en Campeón Universal Peso Pesado de la UCW el 20 de febrero, pero lo perdió ante Johnny Swinger. También luchó dos noches en el evento Max Pro's Spring Loaded event. El 10 de abril perdió ante el campeón de la triple Corona de MaxPro Tyson Dux. Tuvo su revancha la noche siguiente, pero volvió a ser derrotado. 
El 25 de abril de 2010, Dreamer debutó en Chikara, retando a Eddie Kingston a una lucha en el evento Anniversary el 23 de mayo. Kingston ganó por descalificación después de que Ares & Claudio Castagnoli del stable Bruderschaft des Kreuzes (BDK) interfirieran en la lucha. Dreamer ayudó a Kingston en su feudo con el Stable, enfrentándose a ellos el 25 de julio en The Arena. Ese día, Kingston introdujo a Dreamer al Hardcore Hall of Fame. Sin embargo, BDK ganó después de que Castagnoli cubriera a Dreamer.
También luchó en la World Wrestling Council (WWC) en el evento Aniversario, perdiendo el 9 de julio ante Black Pain en un Hardcore match y el 11 de julio ante Shelton Benjamin. El 4 de febrero de 2012, se enfretó a Sami Callihan en el evento de la Combat Zone Wrestling Super Saturday. También se unió a la gira de la Juggalo Championship Wrestling "Road to Bloodymania", el 5, 6 y 7 de julio. El 28 de julio, luchó en la Family Wrestling Entertainment, derrotando a Brian Kendrick, Carlito y el campeón Jay Lethal para ganar el Campeonato Peso pesado de la FWE. El 29 de septiembre luchó en la Impact Championship Wrestling, donde derrotó a Dan Maff en un TLC Match, ganando el Campeonato Peso Pesado de la ICW. El 4 de octubre de 2012, retuvo el título de la FWE ante Rhino en el primer PPV de la compañía.
El 17 de diciembre hizo su regreso a la WWE en RAW, durante la celebración de los Slammy Award haciendo equipo con The Miz & Alberto Del Rio para enfrentarse a 3MB ganando la pelea después de que le aplicara un DDT a Heath Slater. Esa misma noche fue atacado por The Shield.

### House of Hardcore (2012-presente)
A mediados de 2012, se dio a conocer de Dreamer iba a crear su propia compañía de lucha libre, House of Hardcore. El primer evento de la compañía fue el 6 de octubre de 2012. Dreamer luchó en el evento principal, poniendo en juego el Campeonato Peso Pesado de la FWE ante Carlito y Mike Knox, perdiendo el título ante Carlito.

### World Wrestling Entertainment (2012, 2015-2016)
El 17 de diciembre de 2012, Dreamer realizó un breve regreso a la WWE en Raw durante la celebración de los Slammy Award haciendo equipo con The Miz y Alberto Del Rio enfrentando a 3MB. En la lucha lograron vencerlos luego de que Dreamer le aplicara un DDT a Heath Slater. Luego esa misma noche en Raw, fue atacado por The Shield.
El 17 de mayo de 2015 en un evento en vivo del territorio de desarrollo de la WWE, NXT en Philadelphia, se enfrentó a Baron Corbin perdiendo la lucha. El 30 de noviembre en Raw, hizo su regreso oficial a la WWE aliándose con The Dudley Boyz, quienes se encontraban en un feudo con The Wyatt Family. El 7 de diciembre en Raw, Rhyno regresaría a la WWE, siendo reunidos como ECW Originals, pactándose una lucha entre ECW Originals y The Wyatt Family en TLC: Tables, Ladders and Chairs en un Elimination Tables Match. En el evento TLC, Dreamer fue el tercer miembro en ser eliminado, y luego Bubba Ray fue el último eliminado, perdiendo el combate. La noche siguiente en Raw, volvieron a ser derrotados en una revancha en un hardcore match. Tommy Dreamer dejó de aparecer en televisión debido a que su contrato con la WWE terminó y solo ha hecho apariciones en live events siendo la última aparición de Dreamer en TLC WWE.

### Segundo regreso a Impact Wrestling (2018–presente)
El soñador regresó a Impact Wrestling en el episodio del 12 de abril de Impact cuando ayudó a Eddie Edwards y Moose en un ataque de Ohio Versus Everything y los desafió a un House of Hardcore Match en Redemption , en el que perdió. En el episodio del 14 de junio de 2018 de Impact Wrestling, Eddie Edwards golpeó brutalmente a Tommy Dreamer con un palo de kendo debido a su pérdida en Redemption. Edwards y Dreamer iniciarían luego una pelea intensa que terminó cuando Edwards venció a Dreamer en una pelea callejera en un partido en Slammiversary . En Bound for Glory , Dreamer salvó a Edwards de un ataque de Killer Kross y Moose. Esto llevó a un partido de equipo de la etiqueta que el equipo fue victorioso. El 23 de enero de 2019 se reveló que Tommy Dreamer ahora estaría trabajando como miembro del equipo creativo de Impact Wrestling. Ya había estado sirviendo como productor durante algún tiempo.
Posteriormente comenzó un fuedo contra Brian Myers. En Victory Road, fue derrotado por Brian Myers, en el Impact!, derrotó a Brian Myers por descalificación debido a que Myers lo atacó con un palo de kendo. en Bound For Glory, participó en el Call Your Shot Gauntlet Match, sin embargo fue eliminado por Myers, en el Impact! posterior, derrotó a Brian Myers en un Hardcore Halloween Match, durante el combate Swoggle interfirió a su favor, terminando el feudo.
En Hard To Kill, junto a Cousin Jake & Rhino fueron derrotados por Violent By Desing(Eric Young, Deaner & Joe Doering) en un Old School Rules Match.

### Major League Wrestling (2018-2019)
Tommy Dreamer se unió a la Liga Mayor de Lucha Libre en 2018 como luchador y en un papel detrás del escenario como agente para los partidos. Su primer partido para la promoción sería en los Juegos de Guerra MLW en septiembre de 2018. Dreamer estaría en el equipo ganador en el juego de los Juegos de Guerra como él mismo, John Hennigan , Shane Strickland , Barrington Hughes y Kotto Brazil derrotaron a Abyss, Jimmy Havoc , Sami Callihan y su equipo The Death Machines. En su partido en la siguiente serie de grabaciones de televisión, sería sordo por Brody King. Luego entró en una pelea con Brian Pillman Jr.por su falta de respeto hacia veteranos como Kevin Sullivan y él mismo. Derrotó a Pillman en su primer encuentro, pero tres semanas más tarde, Pillman fijaría a Dreamer en un combate por equipos en el episodio del 21 de diciembre de 2018 de MLW Fusion. El 11 de enero de 2019, el episodio de Fusion Pillman derrotó a Dreamer en un partido de Singapore Cane.

### All Elite Wrestling (2019)
El 25 de mayo, Dreamer hizo una aparición especial en el inaugural evento de Double or Nothing en el pre-show en el Casino Battle Royale por una oportunidad por el Campeonato Mundial de AEW donde fue eliminado y ganado por Hangman Page. Y luego de eso, desapareció del Wrestling hasta ahora.

## En lucha

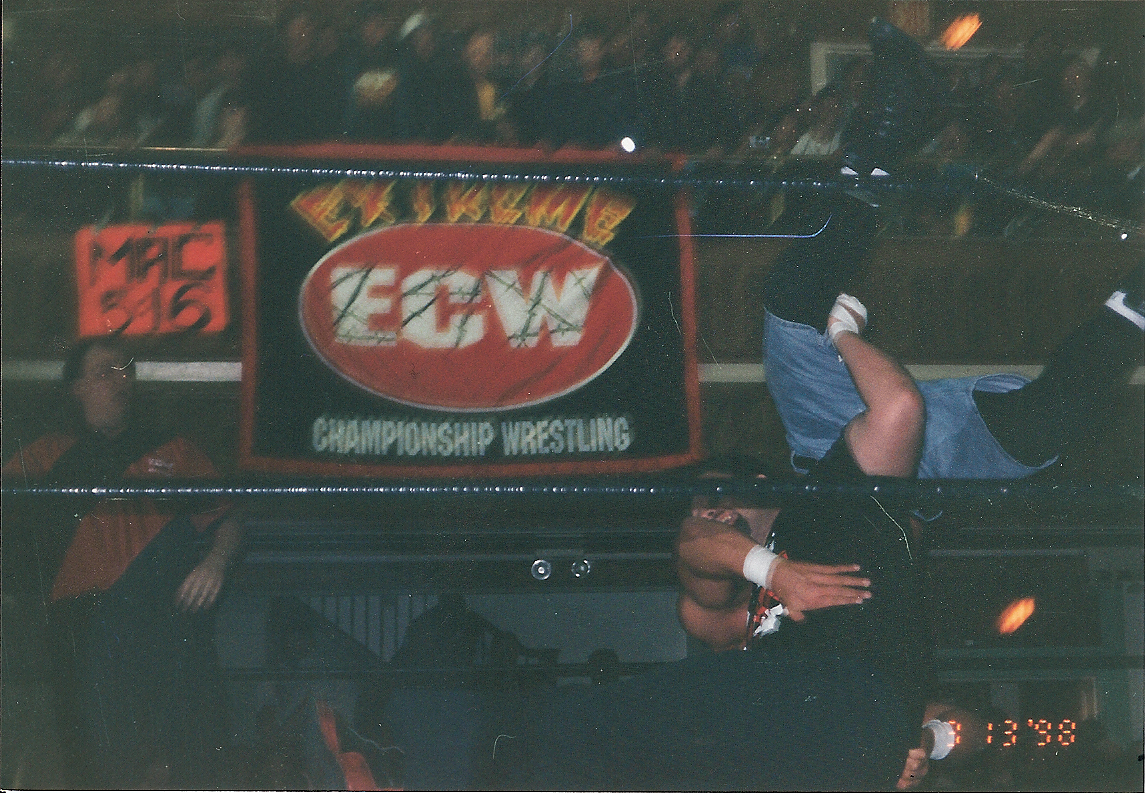
Dreamer aplicando un "Dreamer Driver".

- Movimientos finales
  - Dreamer DDT[28] (DDT, a veces en posición spike)
  - Dreamer Driver (WWE) / Spicolli Driver (ECW) (Death Valley driver, a veces precedido de varios giros sobre sí mismo)
  - TommyHawk (Inverted crucifix cutter) - 1992-2001

- Movimientos de firma
  - Sky High (Sitout spinebuster)
  - Cloverleaf
  - Sitout side front slam
  - Fallaway slam
  - Neckbreaker slam
  - Running low-angle dropkick a un oponente en posición Tree of Woe, usualmente gritando "ECW"
  - Running somersault senton desde el piso del ring a un oponente de pie fuera de él
  - Inverted DDT, a veces después de un scoop
  - Overhead gutwrench cutter
  - Pumphandle suplex
  - Spike piledriver
  - Running one-handed bulldog
  - Diving splash
  - Corner clothesline seguido por un Running bulldog
  - Standing cutter
  - Dropkick

- Managers
  - Beulah McGillicutty
  - Colin Delaney
  - Francine
  - George
  - Paul Heyman
  - Jazz
  - Alexis Laree
  - Luna Vachon
  - Kimona Wanalaya

- Apodos
  - "The Innovator of Violence"
  - "The Heart and Soul of ECW"[29]
  - "The O.G. of Extreme"
  - "The Working Class Hero"
  - "The Silent Majority"
  - "The One-Man Infantry"
  - "The Dream"

## Campeonatos y logros
- Border City Wrestling

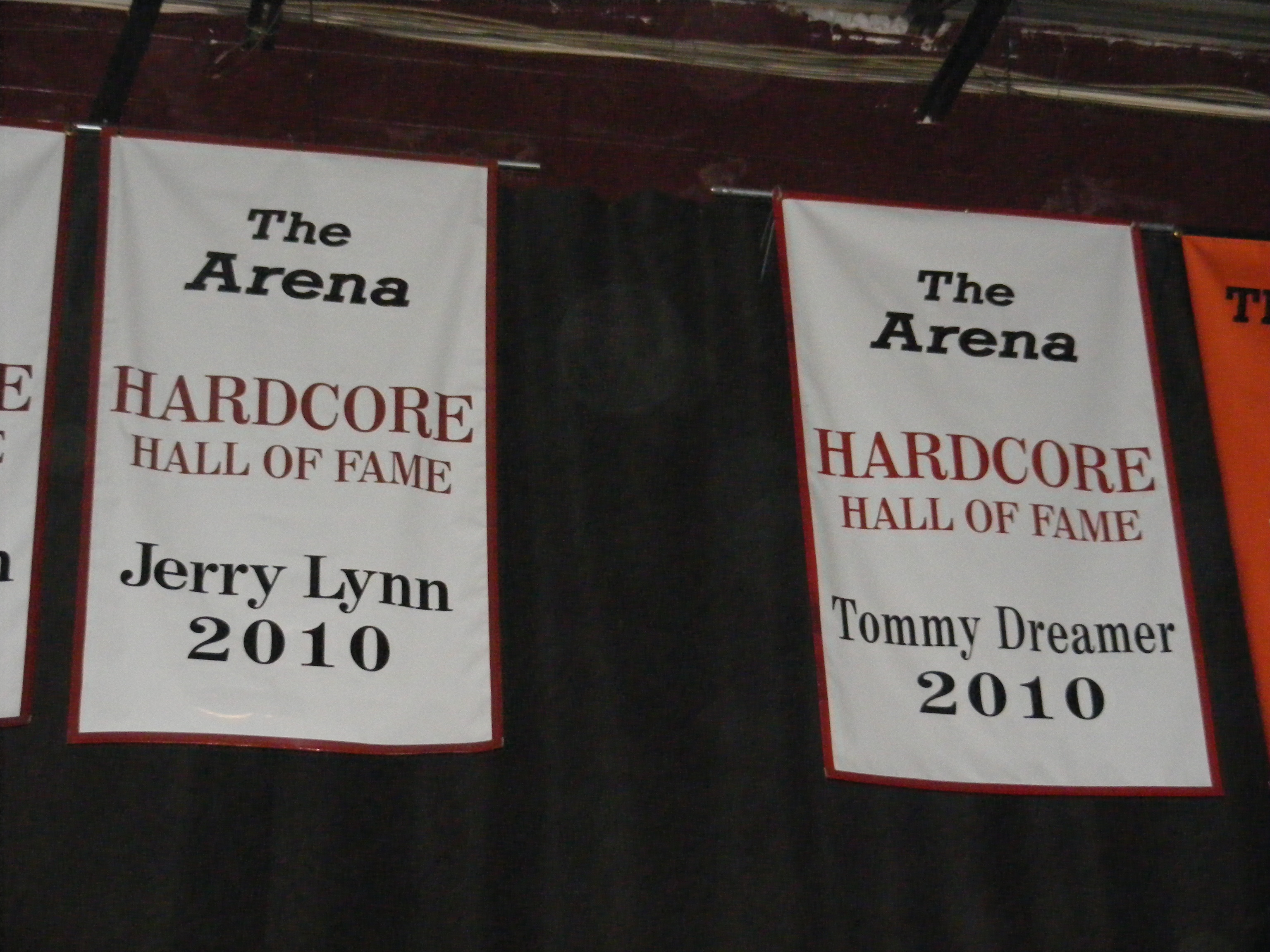
La bandera de Dreamer como miembro del Hardcore Hall of Fame 2010, junto a la de Jerry Lynn.

  - BCW Can-Am Heavyweight Championship (1 vez)
  - Avenger Pro Wrestling Heavyweight Championship (3 veces)

- Century Wrestling Alliance
  - CWA Heavyweight Championship (1 vez)

- Extreme Championship Wrestling
  - ECW World Heavyweight Championship ( 1 vez )
  - ECW World Tag Team Championship (3 veces) - con Johnny Gunn (1), Raven (1), y Masato Tanaka (1)
  - Hardcore Hall of Fame (Clase del 2010)

- Family Wrestling Entertainment
  - FWE Heavyweight Championship (1 vez)
  - FWE Rumble (2013)

Impact wrestling TNA * division x championship 2 veces
- Impact Championship Wrestling
  - ICW Heavyweight Championship (1 vez)vez)
  - NWA championship (1 vez)
- International World Class Championship Wrestling
  - IWCCW Tag Team Championship (3 veces) - con G.Q. Madison

- Impact Wrestling/Total Nonstop Action Wrestling
  - Impact/TNA Digital Media Championship (1 vez)

- International Wrestling Association
  - IWA Hardcore Championship (1 vez)

- KYDA Pro Wrestling
  - KYDA Pro Heavyweight Championship (1 vez)
- . Élite championship (1 vez)*
- Southwest Premier Wrestling
  - SPW Texas Heavyweight Championship (1 vez)
  - Bull championship (2 veces)
- Universal Championship Wrestling
  - UCW Universal Heavyweight Championship (1 vez)

- World Wrestling Federation/Entertainment
  - ECW Championship (1 vez)
  - WWF/E Hardcore Championship (14 veces)

- Pro Wrestling Illustrated
  - Situado en el Nº404 de los PWI 500 de 1991[30]
  - Situado en el Nº395 de los PWI 500 de 1992[31]
  - Situado en el Nº180 en los PWI 500 de 1993[32]
  - Situado en el Nº102 en los PWI 500 de 1994[33]
  - Situado en el Nº45 en los PWI 500 de 1995[34]
  - Situado en el Nº44 en los PWI 500 de 1996[35]
  - Situado en el Nº48 en los PWI 500 de 1997[36]
  - Situado en el Nº100 en los PWI 500 de 1998[37]
  - Situado en el Nº162 en los PWI 500 de 1999[38]
  - Situado en el Nº28 en los PWI 500 del 2000[39]
  - Situado en el Nº78 en los PWI 500 del 2001[40]
  - Situado en el Nº78 en los PWI 500 de 2002[41]
  - Situado en el Nº86 en los PWI 500 del 2003[42]
  - Situado en el Nº175 en los PWI 500 del 2006[43]
  - Situado en el Nº182 en los PWI 500 del 2007[44]
  - Situado en el Nº114 en los PWI 500 de 2008[45]
  - Situado en el Nº104 en los PWI 500 de 2009[46]
  - Situado en el Nº193 en los PWI 500 de 2010[47]
  - Situado en el Nº72 en los PWI 500 de 2011[48]
  - Situado en el Nº298 en los PWI 500 de 2012[49]
  - Situado en el Nº321 en los PWI 500 de 2013[50]
  - Situado en el Nº184 dentro de los mejores 500 luchadores de la historia-PWI Years 2003[51]